# Palazzo Gio Battista Centurione

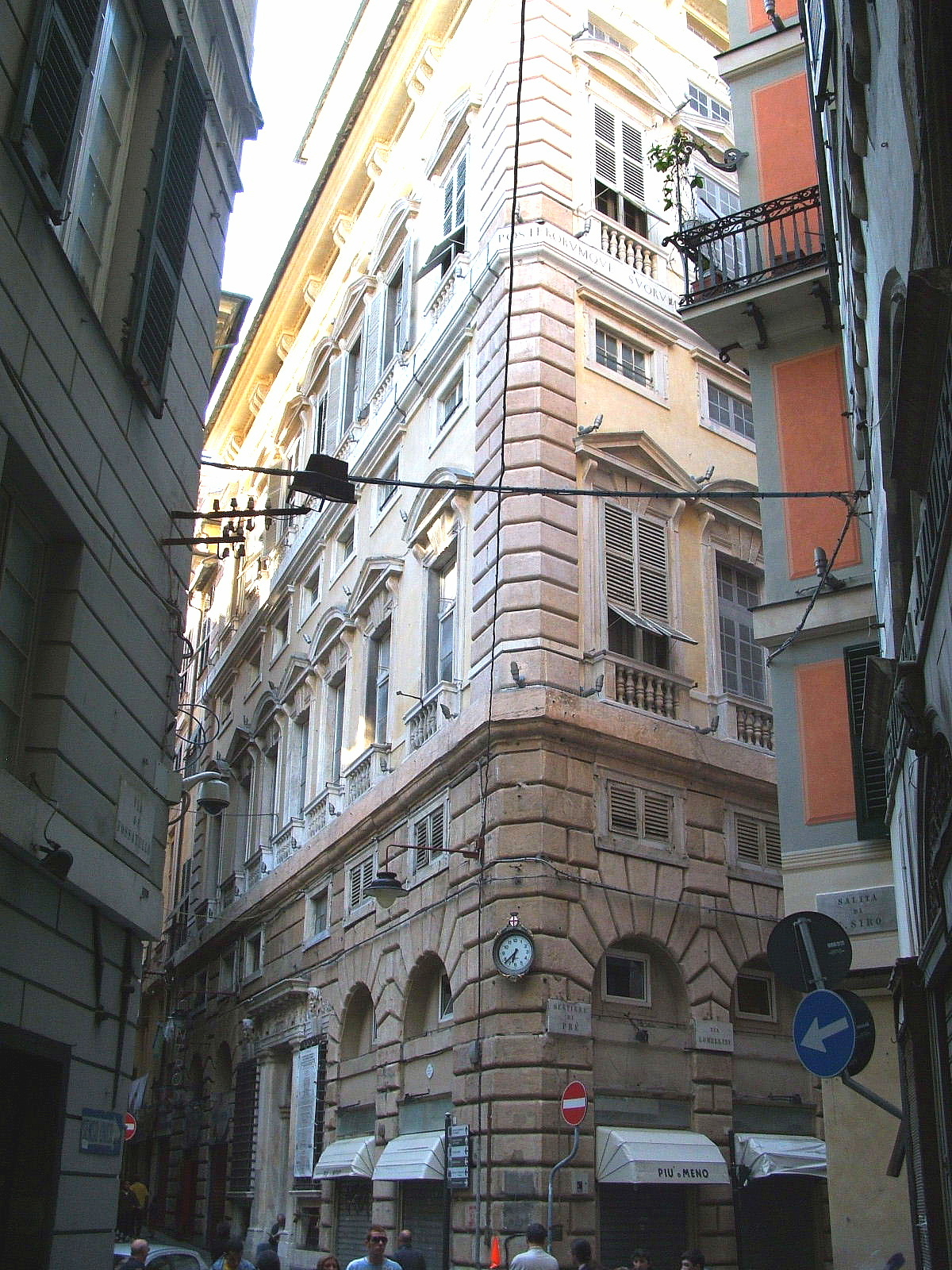
Eckansicht des eng eingebauten Palazzo

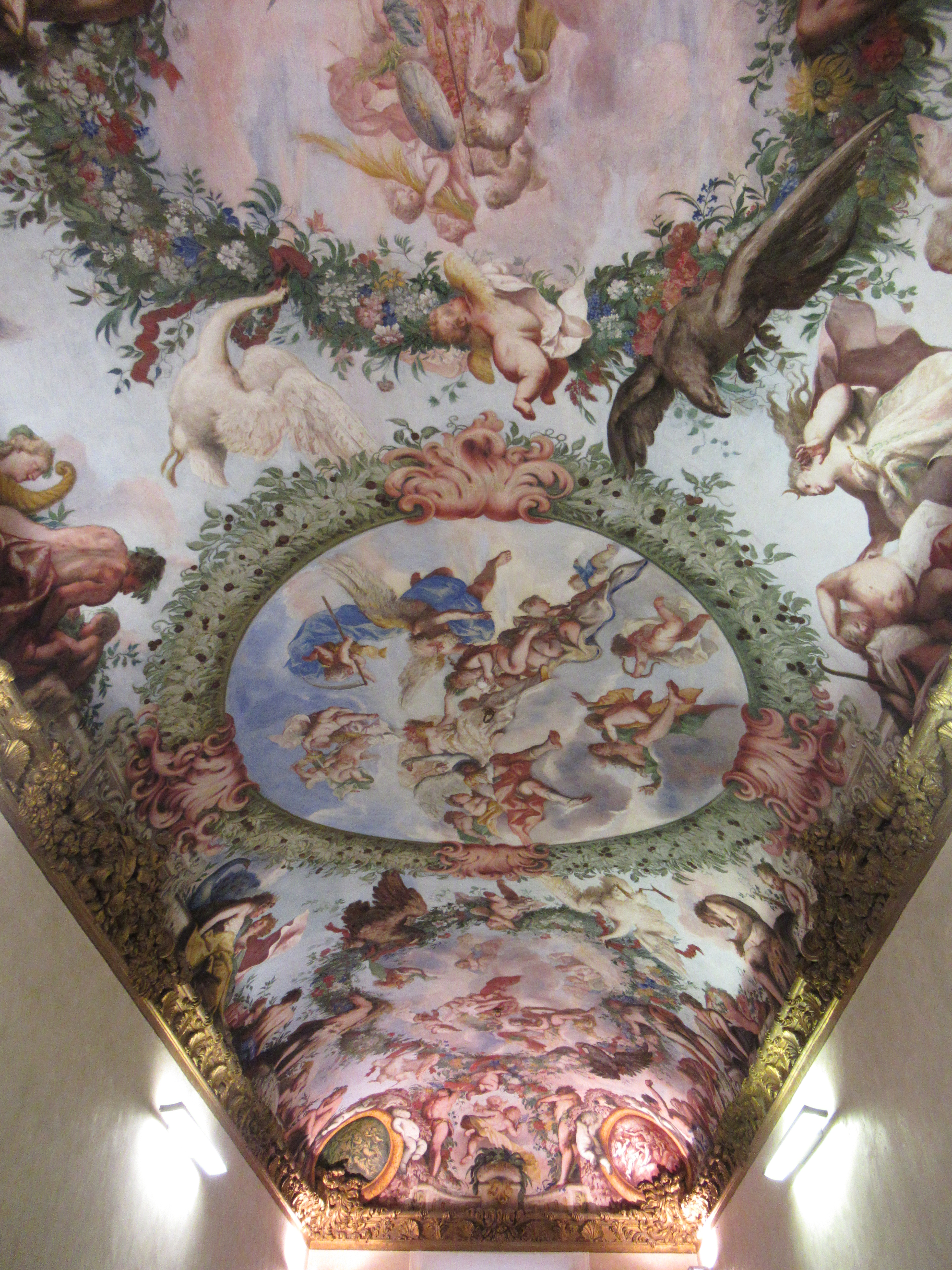
Deckenfresko der Galerie

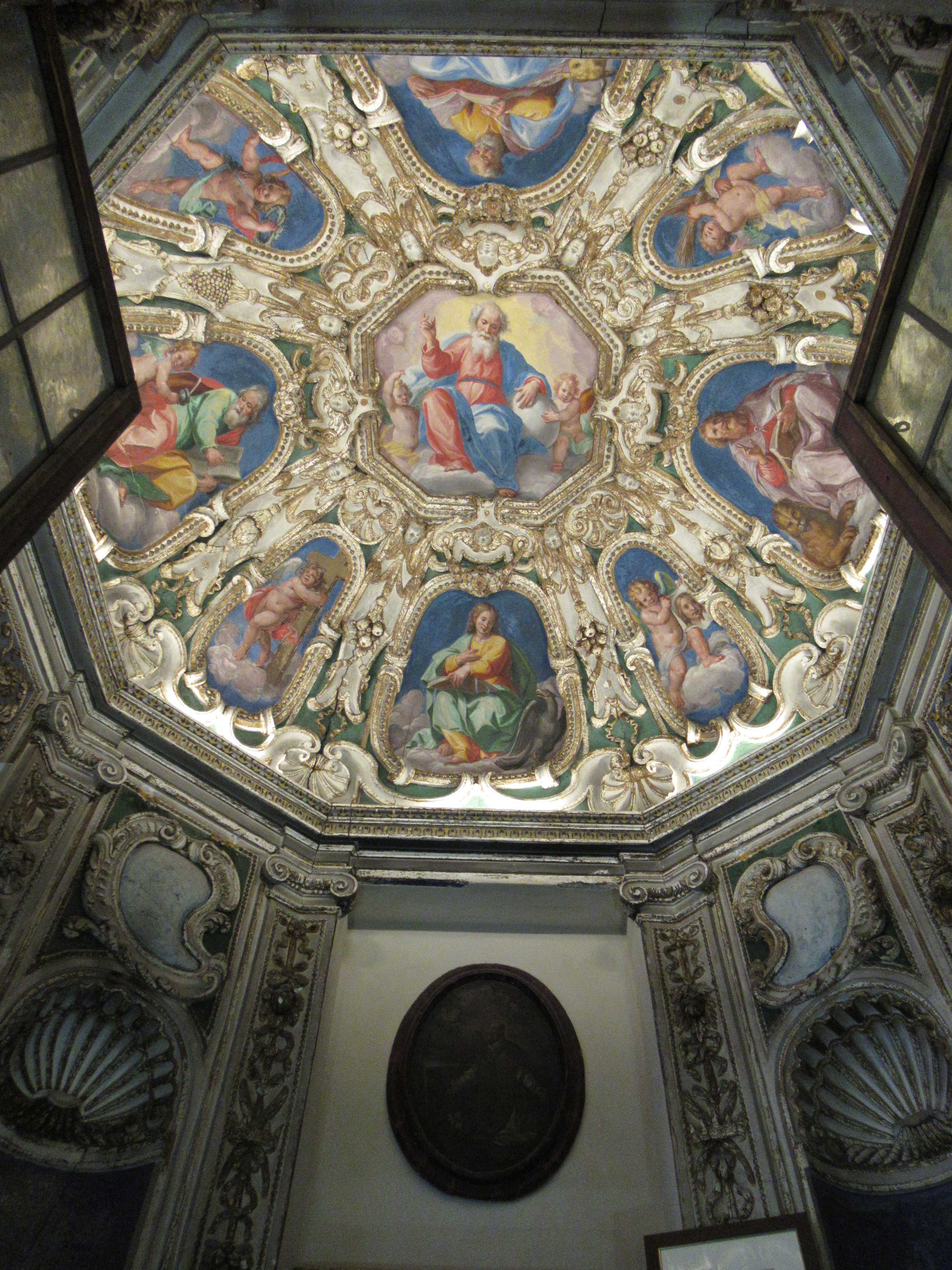
Deckenfresko der Hauskapelle

Der Palazzo Gio Battista Centurione ist ein Stadtpalast in Genua, der Teil des Welterbes der UNESCO „Genoa: Le Strade Nuove and the system of the Palazzi dei Rolli“ (deutsch „Genua: Le Strade Nuove und die Palazzi dei Rolli“) ist. Das Gebäude liegt an der Piazza di Fossatello 3 (früher: Via del Campo 1).

## Geografische Lage
Der Palazzo Gio Battista Centurione ist der einzige von den Palazzi dei Rolli, die in das Welterbe aufgenommen sind, der etwas abseits der Strade Nuove in der mittelalterlichen Altstadt von Genua liegt. Die Grundstücke, auf denen der Palazzo errichtet wurde, gehörten bereits vor dem Bau des Palazzo der Familie Centurione, was die Wahl des Baugrundstücks erklärt. Er ist auch das einzige Gebäude mit einer voll entwickelten barocken Fassade in der mittelalterlichen Altstadt. Diese Fassade kommt allerdings in der engen Bebauung auf den gegenüberliegenden Straßenseiten der recht schmalen Straßen nur begrenzt zur Geltung.

## Geschichte
Der Wunsch von Battista Centurione war es, sich einen neuen und prächtigen Wohnsitz zuzulegen, der den neuen, in der „Strada Nuova“ errichteten Palazzi in nichts nachstand. Die Arbeiten begannen 1611, Architekten waren Battista und Pier Filippo Cantone. Der Bauherr erlebte die Fertigstellung aber nicht mehr, die erst 1615 unter seinem Sohn, Pier Filippo, erfolgte.
Als einer der Palazzi dei Rolli war er aufgrund seiner relativ späten Entstehungszeit nur in dem Rollo von 1664 eingetragen. Nach der dort angewandten Klassifizierung, den „bussoli“, zählte er zur Klasse zwei (zu den Einzelheiten dieser Eintragungen vergleiche hier). Das Gebäude ist auch in dem Werk von Peter Paul Rubens von 1622 über die Genueser Stadtpaläste dokumentiert.
Der Palast blieb etwa 200 Jahre im Besitz der Familie Centurione und ging 1798 an die Familie Brignole-Sale über. 1874 erwarb ihn Gaetano Cambiaso. 2004 erwarb das Logistikunternehmen Casasco & Nardi S.p.a. das Gebäude.

## Gebäude
An den Fassaden betont rustiziertes Quaderwerk mit Stein aus Finale Ligure die Ecken des Gebäudes. Es hebt zugleich den glatten Verputz der übrigen Flächen hervor. Hohe Gewände mit abwechselnd dreieckigen und gewölbten Tympana rahmen die Fenster. Die Fassade ist, verglichen mit der Darstellung bei Rubens, kaum verändert worden. Über dem Portal steht in einer Kartusche die Inschrift „SIC NOS NON NOBIS“ (Wir sind also nicht für uns selbst).
Die geringe Grundstückstiefe zwang zu ungewöhnlichen Lösungen. So liegt die Haupttreppe quer zur Eingangsachse mit einem monumentalen venezianischen Fenster Fenster in jedem Stockwerk, obwohl der Abstand zum Nachbargebäude auf der gegenüberliegenden Seite der Gasse nur wenige Meter beträgt.
Die monumentale Galerie mit Fresken von Bartolomeo Guidobono, entstand durch die Zusammenlegung des Palazzos mit zwei benachbarten, älteren Häusern aus dem 15. Jahrhundert, deren untere Stockwerke weiterhin bescheidenere Funktionen erfüllten. Es gab im Piano nobile weitere Fresken von Bernardo Strozzi, die die vier Jahreszeiten darstellen, im neunzehnten Jahrhundert aber ausblassten. Auch das zweite Geschoss weist außergewöhnliche Dekorationszyklen auf. Sie zu schaffen waren zunächst Domenico Piola (Bacchus und Ariadne) und Gregorio De Ferrari (Der Triumph Liguriens) beauftragt und in einer zweiten Phase am Ende des 17. Jahrhunderts Bartolomeo Guidobono (Der Wagen der Juno; Metamorphose; Venus und Adonis). Die Kapelle mit dem Kuppelfresko von Giovanni Carlone ist bemerkenswert. Das Fresko besteht aus neun Bildfeldern, einem mittleren, runden und acht kleinen in vergoldete Stuckdekorationen gefasste Bilder, die Gottvater, die vier Evangelisten und vier Putten darstellen. In der winzigen Kapelle, die sich durch ein Glasfenster zum angrenzenden Raum hin öffnet, zeigen die Gemälde die Vielseitigkeit von Carlone und seine Fähigkeit, mit gleicher Leichtigkeit riesige Darstellungen oder – wie hier – reizvolle Mikrokosmen zu schaffen.

## Bei Rubens
|  |  |  |